# Gunterichthys
Gunterichthys es un género de peces marinos actinopeterigios, distribuidos por el centro y este del océano Pacífico y por el oeste del océano Atlántico.

## Especies
Existen tres especies reconocidas en este género:
- Gunterichthys bussingi Møller, Schwarzhans y Nielsen, 2004
- Gunterichthys coheni Møller, Schwarzhans y Nielsen, 2004
- Gunterichthys longipenis Dawson, 1966